# Салтыковская дорога
Салтыко́вская дорога — улица в Красногвардейском районе Санкт-Петербурга. Состоит из двух участков — от проспекта Маршала Блюхера до Головкинской улицы, и от Большой Пороховской за Партизанскую улицу до железнодорожной линии.

## История
Название дороги происходит от фамилии князя Салтыкова, владельца дачи на берегу Охты. Название известно с 1920-х годов.
Изначально Салтыковская дорога шла от Старо-Малиновской дороги (современная Якорная улица) до Анникова проспекта (проспект Маршала Блюхера). В 1960-е годы исчез средний участок дороги — от Большой Пороховской улицы и чуть далее, чем до шоссе Революции. В 1970-е годы был ликвидирован участок от Якорной улицы до железнодорожной ветки, идущей к Охтинскому деревообрабатывающему комбинату на Магнитогорской улице. В 1990-е годы было изменено на противоположное направление нумерации домов на дороге.

## Пересечения
- проспект Маршала Блюхера
- улица Стасовой
- переулок Рублёвики
- Головкинская улица
- Большая Пороховская улица
- Партизанская улица

## Транспорт
Ближайшие к Салтыковской дороге станции метро — «Ладожская» и «Новочеркасская» 4-й (Правобережной) линии, а также «Площадь Ленина» 1-й (Кировско-Выборгской) линии.
Движение общественного транспорта по дороге отсутствует.

## Достопримечательности
- Большеохтинское кладбище